# قشرشکنی (زبان‌شناسی)
قشرشکنی (به انگلیسی: displacement) قابلیتی از زبان است که با آن میتوان رخداد‌هایی غیر از رخداد‌های در جریان و موقعیتهای مکانی‌ای غیر از موقعیت حاضر را بیان کرد. با این قابلیت انسان میتواند دربارهٔ ورای زمان و مکانی که در آن محاط شده است سخن گوید. چارلز هاکت معتقد بود که قشرشکنی مختص زبان انسان است اما پژوهش بر روی زبان حیوانات نشاندهنده وجود دستکم درجاتی از قشرکنی در زبان بعضی از آنهاست.